# La fine del silenzio
La fine del silenzio (Renaissance), edito anche come L'uomo dei due mondi, è un romanzo di fantascienza di Raymond F. Jones del 1951. Inizialmente pubblicato a puntate dal 1944 sulla rivista Astounding, solo anni dopo è stato riscritto in forma omogenea per una edizione unica. La prima edizione italiana è del 1966.

## Trama
Ketan è un Ricercatore che vive a Kronweld, un mondo costituito da un'unica città delimitata da una barriera invalicabile di origine sconosciuta e una landa di fuochi eterni. Kronweld è governato dalla Karildex, una macchina che raccoglie ogni minima informazione sui cittadini, tra cui passioni e tratti della personalità, e che per questo risulta essere il migliore metodo di governo mai realizzato. Ma la ricerca viene limitata pesantemente dalle convinzioni religiose che da tempo hanno preso piede nella cittadina e che vietano ad esempio di scoprire come vengono al mondo i nuovi concittadini attraverso il Tempio della Nascita.
Ketan tra tutti si pone maggiormente domande relative alla natura di Kronweld, finché un giorno non si decide a scoprire i misteri finora celati dalla religione. Ma proprio la notte in cui vuole distruggere il Tempio della Nascita per rivelarne i segreti, viene raggiunto da una vecchia che gli affida un compito: uccidere tre infiltrati di una strana organizzazione segreta, tra cui risulterebbe anche la sua ragazza, Elta. La vecchia lo avverte che questa organizzazione, gli Statisti, proviene da un altro mondo e vuole annientare Kronweld, ma Ketan non sa se credere a queste parole finché il giorno dopo non viene rinchiuso nei suoi alloggi dopo aver discusso delle sue ricerche illecite con il comitato cittadino.
A questo punto al ragazzo è chiaro che a parte la superstizione, c'è davvero una organizzazione che sta cercando di soffocare la ricerca e distruggere Kronweld. Ma nonostante tutto in cuor suo non può uccidere Elta solo per questo motivo. Il ragazzo decide quindi di perseguire il suo piano iniziale: penetrare nel Tempio della Nascita e scoprire una volta per tutte da dove arrivano i nuovi nati.

## Edizioni
- Raymond F. Jones, La fine del silenzio, collana Urania Collezione n° 90, Arnoldo Mondadori Editore, 2010,  p. 394.